# Сулейманово (Караідельський район)
Сулейма́ново (рос. Сулейманово, башк. Сөләймән) — присілок у складі Караідельського району Башкортостану, Росія. Входить до складу Ургушівської сільської ради.
Населення — 154 особи (2010; 202 у 2002).
Національний склад:
- татари — 51 %
- башкири — 48 %